# Teorema catetei
Teorema catetei se enunță astfel: într-un triunghi dreptunghic lungimea unei catete este media geometrică dintre lungimea proiecției sale pe ipotenuză și lungimea ipotenuzei.
{\displaystyle AB={\sqrt {DB\cdot BC}}}

## Demonstrație
Fie {\displaystyle AD\perp BC,D\in BC,pr_{BC}AB=BD}
Din asemănarea triunghiurilor {\displaystyle \Delta ABD} și {\displaystyle \Delta CBA} rezultă proporția:
{\displaystyle {\frac {AB}{BC}}={\frac {BD}{AB}}}, de unde:
{\displaystyle AB^{2}=BD\cdot BC}, deci:
{\displaystyle AB={\sqrt {DB\cdot BC}}}
Analog, se demonstrează și pentru cateta {\displaystyle AC}:
{\displaystyle AC^{2}=CD\cdot BC}, sau:
{\displaystyle AC={\sqrt {DC\cdot BC}}}

## Teoremă reciprocă (1)
Dacă într-un triunghi {\displaystyle ABC}:
{\displaystyle AD\perp BC\ }   și  {\displaystyle AB^{2}=BD\cdot BC}, 
rezultă că: {\displaystyle m(\angle BAC)=90^{o}}

## Teoremă reciprocă (2)
Dacă într-un triunghi {\displaystyle ABC}:
{\displaystyle m(\angle BAC)=90^{o}}   și  {\displaystyle AB^{2}=BD\cdot BC}
rezultă că: {\displaystyle \ AD\perp BC}